# Jebsheim
Jebsheim is een gemeente in het Franse departement Haut-Rhin in de regio Grand Est en telde op 1 januari 2022 1.353 inwoners.

## Geschiedenis
Jebsheim maakte deel uit van het arrondissement Colmar tot dit op op 1 januari 2015 fuseerde met het arrondissement Ribeauvillé tot het arrondissement Colmar-Ribeauvillé. De gemeente maakte deel uit van het kanton Andolsheim tot dit op 22 maart 2015 werd opgeheven en Jebsheim werd opgenomen in het op die gevormde kanton Colmar-2.

## Geografie
De oppervlakte van Jebsheim bedroeg op 1 januari 2022 14,85 vierkante kilometer; de bevolkingsdichtheid was toen 91,1 inwoners per km².

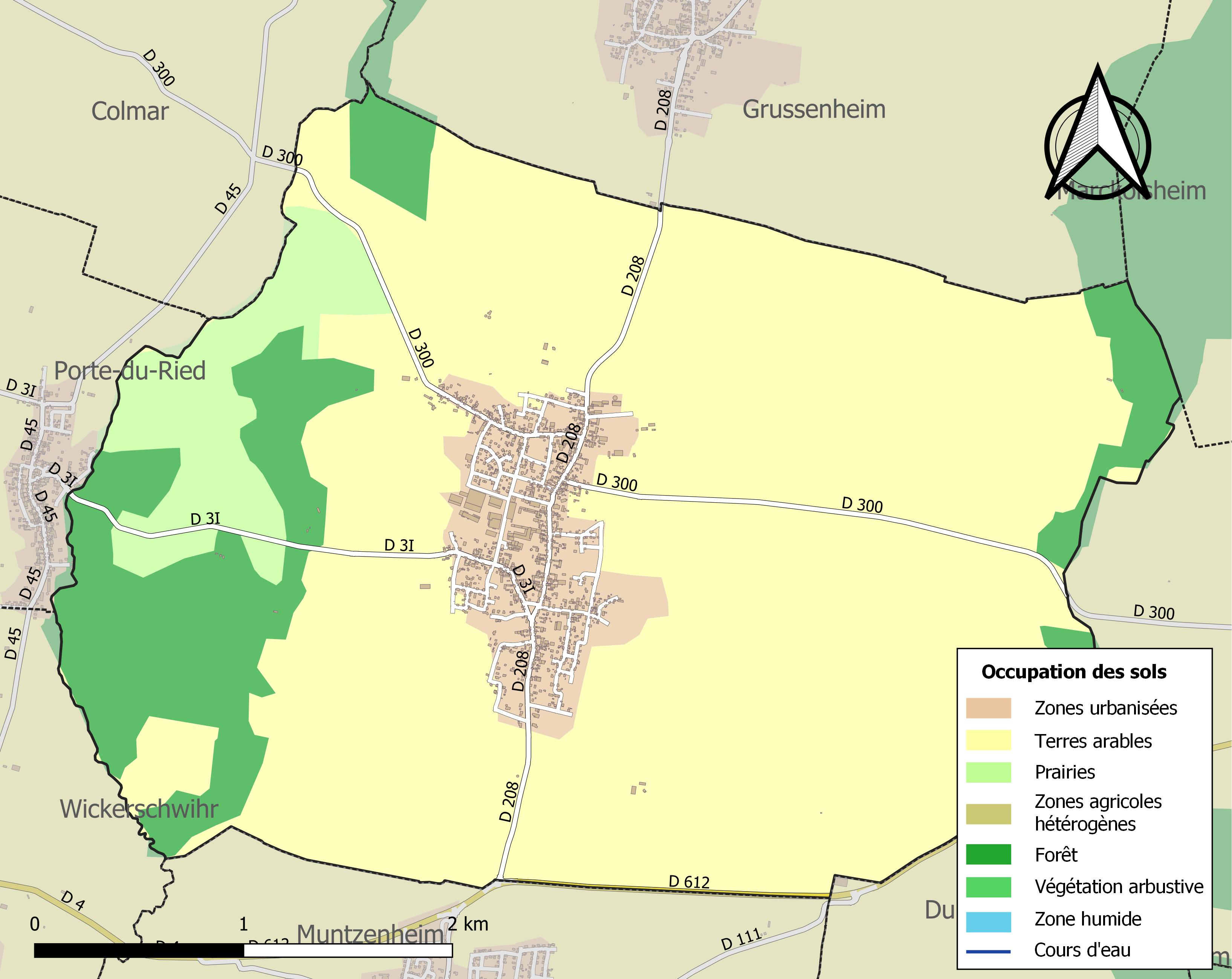
Kaart van de gemeente met de belangrijkste infrastructuur, bodemgebruik en omliggende gemeenten

## Demografie
Onderstaande figuur toont het verloop van het inwonertal (bron: INSEE-tellingen).